# Ridolini al varietà
Ridolini al varietà (The Show) è un cortometraggio muto del 1922 diretto, prodotto e interpretato da Larry Semon (in italiano, Ridolini). Nella comica, Ridolini recita due personaggi: quella di un direttore teatrale e la parte di un clown pasticcione.

## Trama

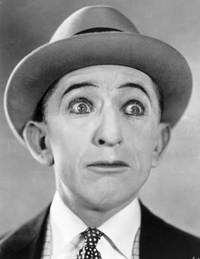
Larry Semon è Ridolini

In una serata di gala al varietà, il direttore (Semon) organizza tutto in grande e spedisce sul palco le sue attrici, mentre tutti il pubblico si appresta a sedersi sugli scranni e i sedili. Il primo numero è quello di un illusionista che fa sparire delle uova e degli animali, tuttavia nel teatro incominciano ad accadere i primi guai per colpa di una famiglia di grassoni che, mangiando frittelle e pizzette unte d'olio, fanno precipitare ogni tanto qualcosa in testa agli spettatori. Mentre il lavoratore Ridolini è impegnato a mettere in ordine dietro le quinte, il mago continua ad imperversare coi suoi numero, facendo fare ad un gallo delle pernacchie in faccia ad uno spettatore. Di seguito l'illusionista perde il controllo del pennuto che scappa dietro il palcoscenico. Non resta che a Ridolini agguantarlo, ma il gallo mangia dei semi di nitroglicerina e sputa fuoco e fiamme su tutto quello che incontra, persino il sedere del povero inserviente. Successivamente Ridolini cerca di imitare le magie dell'illusionista con un uovo che nasconde nella tasca posteriore dei pantaloni, ma l'arrivo del burbero responsabile del servizio pulizie Ollio (Hardy) rovina tutto perché egli molla a Ridolini un calcio nel sedere fracassandogli nei pantaloni l'uovo. Per non far guai, Ridolini viene mandato da Ollio a spostare un carro delle pulizie, ma nel tragitto il clown urta un barile di fuliggine che cadendo davanti ad un grande ventilatore trasporta tutta la polvere in mezzo al pubblico. Ollio è ormai disperato e non sa più come comportarsi con quel pasticcione di Ridolini, ma non ha tempo di curarsene perché in teatro è appena giunto un ladro che sta cercando di recare violenza ad un'attrice. Eroicamente Ridolini accorre in suo aiuto, ma viene inseguito fuori dall'edificio dal bandito e dai suoi scagnozzi in una disastrosa e irriverente fuga che terminerà con un'esplosione. Messi K.O. i banditi, Ridolini, saltato in aria su un tetto per il botto, viene curato dalla ragazza e dalle sue inservienti, leggermente acciaccato, ma felice e trionfante.